# Flughafen Carajás

i8
i11
i13
Der Flughafen Carajás (portugiesisch Aeroporto de Carajás/Parauapebas, IATA-Code: CKS, ICAO-Code: SBCJ) ist ein Flughafen 17 km südlich von Parauapebas im brasilianischen Bundesstaat Pará und liegt auf 629 m Seehöhe.

## Flughafendaten
Der Flughafen hat eine Asphaltpiste mit 2000 m Länge und 45 m Breite. Die Gesamtfläche beträgt 287 ha. Das Passagierterminal hat eine Fläche von 833,45 m ² und eine Kapazität von 300.000 Passagieren.

## Geschichte
Der Flughafen wurde im Jahr 1981 von der Bergbaugesellschaft Vale SA (damals Companhia Vale do Rio Doce) zur Unterstützung der Bergbauaktivitäten der Carajás-Mine gebaut und 1982 eröffnet. Infraero übernahm 1985 seine Verwaltung.
Im August 2022 ersteigerte die spanische Infrastrukturfirma Aena die Betreiberkonzession für die nächsten 30 Jahre.

## Flugbetrieb
Im Jahre 2021 wurden 107.790 Passagiere transportiert und  6.985 Flugbewegungen durchgeführt.
Die wichtigsten Fluggesellschaften für den Flughafen sind Azul Linhas Aéreas und Gol Linhas Aéreas.

## Zwischenfälle
- Am 8. September 1987 stürzte eine Hawker Siddeley HS.125-403B/VU-93 der brasilianischen Luftstreitkräfte (Força Aérea Brasileira) (Luftfahrzeugkennzeichen FAB 2129) unmittelbar nach dem Start ab. Alle neun Insassen kamen ums Leben (3 Crewmitglieder und 6 Passagiere).[8]

- Am 4. Februar knickte das rechte Hauptfahrwerk einer Boeing 737-2C3 der brasilianischen VARIG (PP-CJO) während der Landung auf dem Flughafen nach hinten um. Die Maschine kam nach rechts von der Rollbahn ab und rutschte in den Wald. Unter den 52 Personen an Bord war der Erste Offizier das einzige Todesopfer (siehe auch
VARIG-Flug 265).[9]